# 松下亜紀
松下 亜紀（まつした あき、11月22日 -）は、日本の女性声優。オフィス薫所属。埼玉県出身。

## 略歴
勝田声優学院卒業生。

## 人物
音域はソプラノ〜メゾソプラノ。
特技はシャンソン。趣味は観劇、読書。

## 出演

### テレビアニメ
- シンデレラ物語（1996年、パピー）
- 勇者指令ダグオン（1996年、女子学生）
- ワイルドアームズ トワイライトヴェノム（1999年、巫女A）
- まじめにふまじめ かいけつゾロリ（2007年、おばあさん）

### 吹き替え
- 悪魔のような女
- あなたに逢いたくて
- ウェディング・プランナー
- 美しき日々
- オールイン 運命の愛
- ケーブルガイ
- 恋するマンハッタン
- ザ・プラクティス ボストン弁護士ファイル
- サバイバー（グレッチェン）
- JM
- ジョーズ'96/虐殺篇
- 真実（ヒョヌの叔母）
- 精神分析医J
- SEX AND THE CITY
- 多重人格（赤毛の女性）
- チェオクの剣
- ハードジャッカー/標高10,000フィートの死闘!（キャロライン・ワイルド）
- 陪審員 ※ソフト版
- 冬のソナタ（秘書）
- 紅はこべ
- ポストマン
- マネー・トレイン※ソフト版
- マン・オン・ザ・ムーン
- ミクロキッズ（校長）
- メン・イン・ブラック（アナウンス） - ソフト版
- 乱気流/ファイナル・ミッション（レイチェル）
- リプリーズ・ゲーム
- ロズウェル - 星の恋人たち

### ナレーション
- 第一生命
- 日本リース

### 舞台
- 受付 【別役実作、原田一樹演出】
- キツネの窓白樺のテーブル 【安房直子作、原田一樹演出】
- パセリ・クレオメ 【原田一樹演出】
- 夜明けに消えた 【コロス：原田一樹演出】